# Rep Porter
Ralph „Rep“ Porter (* 6. April 1971) ist ein professioneller US-amerikanischer Pokerspieler. Er ist dreifacher Braceletgewinner der World Series of Poker.

## Leben
Porter machte einen Abschluss an der University of Washington. Vor seiner Pokerkarriere arbeitete er im Finanzbereich als Aktienhändler. Porter ist verheiratet und Vater von zwei Töchtern. Die Familie lebt in Woodinville im US-Bundesstaat Washington.

## Pokerkarriere

### Werdegang
Porter nimmt seit 2003 an renommierten Live-Turnieren teil.
Nach zwei Geldplatzierungen bei der World Poker Tour (WPT) im Herbst 2004 war Porter im Juni 2005 erstmals bei der World Series of Poker (WSOP) im Rio All-Suite Hotel and Casino am Las Vegas Strip erfolgreich und belegte bei einem Turnier in Limit Hold’em den 15. Platz für rund 12.000 US-Dollar. Bei der WSOP 2006 erreichte er einen Finaltisch und landete insgesamt dreimal im Geld. Im Juli 2007 war Porter erstmals beim WSOP-Main-Event erfolgreich und beendete das Turnier auf dem 39. Platz für sein bis dahin höchstes Preisgeld von knapp 250.000 US-Dollar. Ein Jahr später gewann er ein Turnier in No Limit Hold’em und erhielt dafür sein erstes Bracelet sowie mehr als 370.000 US-Dollar Siegprämie. Beim Main Event des Merit Cyprus Classic der WPT auf Zypern erreichte Porter Mitte September 2009 den vierten Platz und gewann rund 120.000 US-Dollar. Ende Juni 2011 sicherte er sich sein zweites Bracelet, als er ein Turnier in Seven Card Razz und damit über 200.000 US-Dollar gewann. Beim Main Event der WSOP 2013 belegte Porter den zwölften Platz, was ihm sein bisher höchstes Preisgeld von rund 575.000 US-Dollar einbrachte. Bei der World Series of Poker 2015 verpasste er nur knapp den Gewinn seines dritten Bracelets und beendete die Dealers Choice Championship auf dem zweiten Platz. Im Juni 2016 sicherte er sich mit einem erneuten Sieg in der Variante Seven Card Razz sein drittes Bracelet. Bei der WSOP 2018 belegte Porter bei der Pot Limit Omaha Championship den zweiten Platz hinter Loren Klein und erhielt knapp 630.000 US-Dollar. Seitdem blieben größere Turniererfolge aus.
Insgesamt hat sich Porter mit Poker bei Live-Turnieren mehr als 4 Millionen US-Dollar erspielt.

### Braceletübersicht
Porter kam bei der WSOP 57-mal ins Geld und gewann drei Bracelets:
| Jahr | Buy-in (in $) | Turnier                       | Teilnehmer | Preisgeld (in $) |
| ---- | ------------- | ----------------------------- | ---------- | ---------------- |
| 2008 | 1500          | No-Limit Hold’em / Six Handed | 1236       | 372.843          |
| 2011 | 2500          | Seven Card Razz               | 0363       | 210.615          |
| 2016 | 1500          | Seven Card Razz               | 0461       | 142.624          |